# Chronologie de Londres
Pour des articles plus généraux, voir Londres et Histoire de Londres.
Cette chronologie de Londres liste les principaux événements historiques de la ville de Londres, capitale du Royaume-Uni.

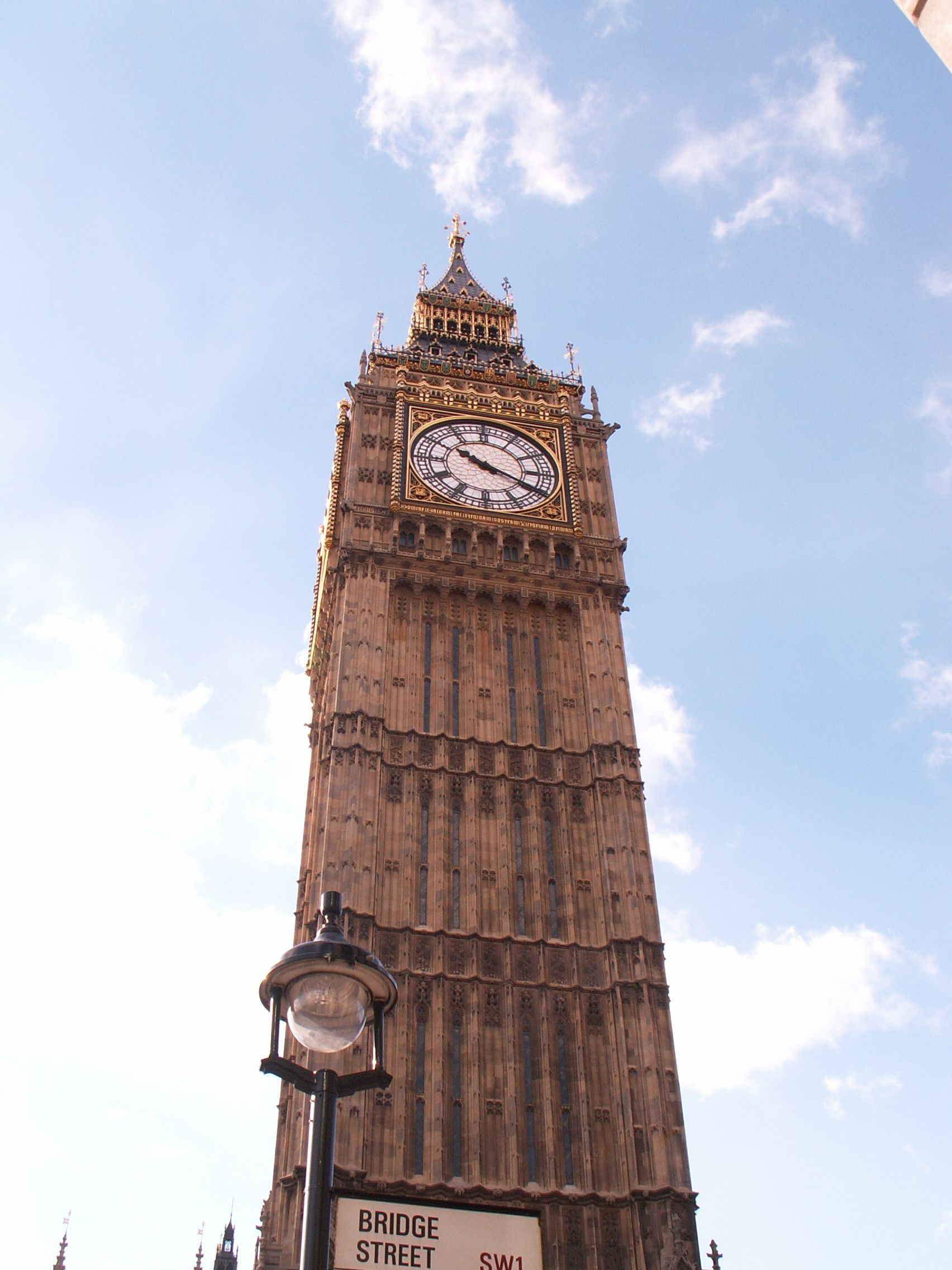
Big Ben, la cloche qui sonne les heures a donné son nom à l'horloge du Palais de Westminster: symbole de Londres.

## Antiquité
En 43 apr. J.-C. : fondation de Londinium par les Romains.
vers 50 : construction du premier pont en bois.
122 : achèvement de la construction du forum; visite de l'empereur Hadrien.
vers 145 apr. J.-C. : Londinium devient capitale de la province romaine de Bretagne.
190-230 : construction du mur de Londres.

### 

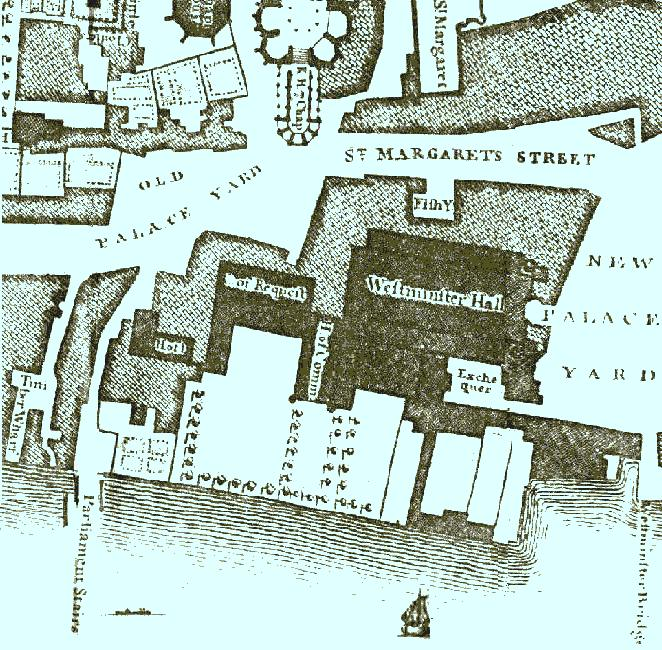
Carte de Westminster réalisée en 1746 par John Rocque. (détail). Notez la Salle du Palais de Westminster (Westminster Hall) 1099 et l'Abbaye de Westminster (centre haut) 1065.

## Moyen Âge

### Ve–Xesiècle
490 : les Saxons au pouvoir; ville en grande partie abandonnée.
604 : Fondation du diocèse de Londres, avec Mellitus comme premier évêque.
798 : incendie.
838 : première mention de Kingston upon Thames.
842 et 851 : attaques de la ville par les Vikings.
885 : Alfred le Grand reprend Londres aux Danois.
866 (à partir de) : les Anglais reconquièrent peu à peu l'Angleterre à partir de Londres et de la Tamise.
886 : création de la London Mint (Monnaie de Londres).
978 : couronnement d'Aethelred comme Roi des Anglais à Kingston upon Thames.
982 et 989 : incendies.

### XIesiècle
1016 : Londres assiégé par Knut (Chronique anglo-saxonne)
1065 : l'Abbaye de Westminster est consacrée.
1066 : Guillaume le Conquérant est sacré à l'abbaye de Westminster le 25 décembre.
14 août 1077 : la ville de Londres ravagée par un incendie (Chronique anglo-saxonne)
1078 : début de la construction de la Tour Blanche.
1087 : un incendie ravage la ville et détruit la cathédrale Saint-Paul.
1088 : la Tour Blanche (donjon de la Tour de Londres) achevée.
1097 : corvée oppressive en construisant une muraille à la Tour de Londres, le Pont de Londres et la Salle du Palais de Westminster (Chronique anglo-saxonne).
1099 : à la Pentecôte, le roi a tenu sa cour dans la nouvelle Salle du Palais de Westminster (Westminster Hall) (Chronique anglo-saxonne).

### XIIesiècle
5 août 1100 : couronnement d'Henri Ier à l'abbaye de Westminster.
1123 : St Bartholomew the Great et Hôpital St Bartholomew fondés.
1135 : le grand incendie détruit le London Bridge en bois et endommage la cathédrale St Paul.
24 juin 1141 : les Londoniens se révoltent contre la reine Mathilde dite l'« Impératrice » ou l'« Emperesse » et la chassent de Londres.
1174 : construction du premier hippodrome public à Londres.
1176 : la construction du Old London Bridge, le vieux pont de Londres commence.
1185 : consécration de Temple Church.
1189 : premier Lord Maire de Londres.

### XIIIesiècle
1209 : achèvement de la première édification en pierre du pont de Londres. Un pont de bois existait déjà sous l'occupation romaine. En 1831, succédera au pont de 1209 un autre, en granit.
17 mai 1215 : la ville est prise par les barons rebelles au roi Jean sans Terre.
1240 : consécration de la quatrième cathédrale Saint-Paul (l'actuelle étant considérée comme la cinquième).
1245 : l'hôtel de Savoie est construit.
1258 : conséquence probable d'un « hiver » volcanique qui aurait selon des études scientifiques récentes été provoqué sur la majeure partie de la Terre par l'éruption et l'effondrement du volcan Samalas, en 1257 (sur l'île de Lombok, une des petites îles de la Sonde), de mauvaises récoltes entraînent une famine (relatée dans la Chronica Majora), qui rend de surcroît la population plus vulnérable aux maladies infectieuses : un tiers de celle de Londres serait alors mort.
1265 : ouverture du marché de Covent Garden.
1296 : Edouard Ier rapporte la pierre de Scone d'Écosse à l'abbaye de Westminster (elle sera rendue à l'Écosse en 1996)

### XIVesiècle
1348-1349 : la peste noire à son apogée.

### XVesiècle
1400 : ouverture de l'hôpital Bedlam pour malades mentaux à Londres.
1416 : construction du Guildhall.
1460-1471 : Guerres des Roses.

## Temps modernes

### XVIesiècle
1515 : début de la reconstruction du palais de Hampton Court.
1536 : construction de St James Palace.
1543 : décès à Londres du peintre et graveur allemand Hans Holbein le Jeune.
1550 : Londres compte 120 000 habitants.
1563 : une épidémie de peste fait plus de 20 000 morts.
1571 : fondation de la bourse de Londres.
1572 : fondation de la Harrow School.
1576 : The Theater, première salle de théâtre publique est ouverte à Londres par l'acteur James Burbage.
1597 : ouverture à Londres du collège Gresham, école de commerce.
1599 : le Théâtre du Globe est construit à Londres.

### XVIIesiècle
1600 : Londres compte 200 000 habitants.
1603 : le roi Jacques Ier ordonne la création de Saint James Park.
1612 : achèvement de Charlton House à Greenwich et de Ham House à Richmond.
1616 : mort de William Shakespeare
1619 : Inigo Jones conçoit la Maison des banquets à Whitehall à Londres. Fondation du Greenwich Park entouré de murs.
1620 : en juillet, les pèlerins du Mayflower quittent la ville à Rotherhithe pour l'Amérique du Nord. Le Hollandais Cornelis Drebbel fait la démonstration d'un sous-marin dans la Tamise, à Londres.
1622 : construction de Boston Manor.
1625 : 40 000 morts de la peste bubonique.
1631 : Londres compte 130 000 habitants.
1632 : Sir Antoine van Dyck s'installe à Londres et devient le peintre de cour de Charles Ier d'Angleterre.
1635 : la Queen's House (Maison de la Reine) est achevée à Greenwich.
1637 : ouverture de Hyde Park au public.
1641 : décès à Londres de Van Dyck.
1644 : le nombre de chômeurs à Londres atteint 40 000.
1653 : ouverture du premier café.
1657 : autorisation de la réinstallation des Juifs en Angleterre.
1660 : fondation de la Royal Society.
1663 : création du Théâtre royal de Drury Lane.
1665 : l'épidémie de peste de Londres fait au moins 70 000 victimes.
1666 : Grand incendie de Londres qui détruit 80 % de la ville mais met fin à la peste.
1668 : l'architecte anglais Sir Christopher Wren entreprend la reconstruction de la cathédrale Saint-Paul de Londres.
1670 : Sir Christopher Wren commence la reconstruction de la cathédrale Saint-Paul de Londres.
1671 : établissement de l'établissement militaire du Royal Arsenal à Dulwich.
1673 : création du Jardin des Apothicaires de Chelsea.
1676 : construction de l'observatoire royal de Greenwich.
1677 : achèvement du Monument au Grand incendie.
1684 : Le 10 Downing Street est bâti.
1685 : des huguenots français en exil montent les premiers ateliers de travail de la soie à Londres.
1690 : construction de la Grande Synagogue de Londres.
1692 : ouverture du Royal Hospital de Chelsea pour les soldats invalides.
1694 : fondation de la Banque d'Angleterre à Londres.
1697 : consécration de la cathédrale Saint-Paul de Londres. Naissance à Londres du peintre et graveur britannique William Hogarth. † 1764
1698 : l'architecte anglais Nicholas Hawksmoor commence le dessin des tours de l'abbaye de Westminster.

### XVIIIesiècle
1700 : Londres compte entre 550 000 et 600 000 habitants.
1702 : parution du premier journal, le Daily Courant.
1703 : le Palais de Buckingham est rebâti par le Duc de Buckingham à Londres.
1717 : fondation de la Grande Loge de Londres, de fait la 1ère loge maçonnique.
1720 : ouverture du Théâtre royal Haymarket.
1729 : achèvement des résidences palladiennes de Chiswick House, et de Marble Hill House à Twickenham.
1732 : inauguration du Royal Opera House.
1735 : 10 Downing Street devient la résidence officielle du premier ministre du Royaume-Uni.
1741 : Le Messie, l'oratorio de Georg Friedrich Haendel fait un triomphe à Londres.
1744 : fondation de la maison de vente aux enchères Sotheby's.
1745 : les tours de l'abbaye de Westminster sont achevées.
1750 : Londres compte 700 000 habitants.
1752 : naissance à Londres de l'architecte et urbaniste britannique John Nash. † 1835. Achèvement de Mansion House.
1753 : fondation du British Museum à Londres.
1757 : naissance à Londres du poète, peintre et graveur britannique William Blake. † 1827
1759 : fondation des Jardins botaniques royaux de Kew à Londres.
1764 : décès à Londres du peintre et graveur britannique William Hogarth.
1766 : Création de la maison de vente aux enchères Christie's. L'Almanach Nautique du Bureau des Longitudes de Londres fournit la première méthode fiable de détermination de la longitude pour les navigateurs.
1768 : le peintre britannique Joshua Reynolds devient le premier président de la Royal Academy de Londres.
1775 : naissance à Londres du peintre britannique Joseph Mallord William Turner. † 1851
1776 : fondation de la Bourse de Londres.
1779 : décès à Londres de l'ébéniste britannique Thomas Chippendale.
1787 : The Anchor Brewhouse près de Tower Bridge a été achetée par John Courage.
1788 : première édition du journal The Times. Admiralty House construite à Whitehall.
1788 : décès à Londres du peintre britannique Thomas Gainsborough.
1792 : décès à Londres du peintre britannique Sir Joshua Reynolds.
1799 : naissance à Londres du poète britannique Thomas Hood. † 1845

## Époque contemporaine

### XIXesiècle
1800 : La Royal Institution instituée par charte royale.
1801 : premier recensement de la population : 1 100 000 habitants.
1805 : ouverture des Docks de Londres.
1811 : début de la construction du West End par John Nash; pendant 14 ans. Regent Street est commencée.
1812 :
- la première usine de production de gaz d'éclairage au charbon ouvre à Londres.
- L'anarchiste John Bellingham assassine l'homme politique et premier ministre britannique Spencer Perceval à Londres.

1813 : fondation de la Royal Philharmonic Society.
1814 : inauguration du terrain de cricket Lord's Cricket Ground.
1815 : ballet français introduit à Londres.
1816 : ouverture de Regent's Canal.
1817 :
- le pont Waterloo de John Rennie, ouvert.
- La Dulwich Picture Gallery ouvre ses portes au public.

1818 : Ouverture de la Royal Opera Arcade, premier passage commercial couvert de Londres.
1819 : naissance à Londres de l'écrivain et critique d'art britannique John Ruskin. † 1900
1820 : Aaron Manby, vaisseau de fer et à vapeur commence son service entre Londres et Paris.
1822 : fondation de la Royal Academy of Music.
1823 : construction du British Museum de Robert Smirke, commencée.
1824 : fondation de la National Gallery.
1825 :
- Londres devient la ville la plus peuplée du monde avec plus de 1 500 000 habitants (elle le restera pendant un siècle).
- Décès à Londres du peintre et critique d'art britannique d'origine suisse Johann Heinrich Füssli.

1826 : création de l'Université de Londres.
1827 :
- décès à Londres du poète, peintre et graveur britannique William Blake.
- Naissance à Londres du peintre William Holman Hunt † 1910.

1828 :
- Ouverture du Zoo de Londres à Regent's Park, le plus vieux zoo moderne au monde.
- Construction de Marble Arch.

1829 : création du Metropolitan Police Service par Robert Peel.
1830 : inauguration de l'Arc de Wellington.
1833 : achèvement de la Colonne du duc d'York.
1834 : incendie au Palais de Westminster qui va mener à la construction de la tour de Big Ben par Barry.
1835 :
- Ouverture au public de Regent's Park.
- Reconstruction du Goldsmiths' Hall, dans sa version actuelle.
- Ouverture du musée de cire Madame Tussaud's et du Geological Museum.

1836 : première édition de la course nautique The Boat Race sur la Tamise.
1837 :
- la reine Victoria devient le premier monarque à habiter au palais de Buckingham.
- Décès à Londres du peintre britannique John Constable et de l'architecte britannique Sir John Soane ; ouverture du musée portant son nom.

1838 : couronnement de la reine Victoria à l'abbaye de Westminster.
1839 :
- ouverture du cimetière de Highgate.
- Création de la City of London Police, un corps de police séparé.

1840 : le premier timbre adhésif, le Penny Black, est mis en circulation à Londres.
1841 : recensement : 2 200 000 habitants.
1843 : achèvement de la colonne de Nelson à Trafalgar Square.
1845 :
- décès à Londres du poète britannique Thomas Hood.
- Premier match de cricket au Kennington Oval.

1848 :
- la Confrérie Préraphaélite est fondée à Londres par les peintres William Holman Hunt, John Everett Millais et le poète Dante Gabriel Rossetti.
- Ouverture de la gare ferroviaire de Waterloo et de la Palm House aux Royal Botanic Gardens de Kew.

1849 :
- ouverture du grand magasin Harrods.
- Naissance à Londres de l'architecte britannique Aston Webb. † 1930

1851 :
- le Crystal Palace est construit pour abriter la Grande Exposition de Londres.
- Décès à Londres du peintre britannique Joseph Mallord William Turner.
- Agence de presse Reuters fondée.

1852 : mise en service de la gare de King's Cross.
1854 :
- décès à Londres du peintre britannique John Martin.
- Le Crystal Palace est réédifié dans la banlieue sud de Londres.
- Mise en service de la gare ferroviaire de Paddington.

1856 : ouverture de la National Portrait Gallery.
1857 : fondation du Victoria & Albert Museum et du Science Museum.
1858 :
- la cloche de Big Ben est installée.
- Grande Puanteur.

1862 : Exposition Internationale à South Kensington.
1863 : le premier métro souterrain du monde est inauguré à Londres.
1864 : fondation à Londres de la Première Internationale par Karl Marx. Ouverture de la gare ferroviaire de Charing Cross.
1867 : le nombre de personnes faisant du patinage sur glace sur le lac à Regent's Park cause la glace à se romper ; 40 morts.
1868 : mise en service des gares ferroviaires de St Pancras et Victoria.
1870 : les peintres Monet et Pissarro déménagent à Londres, fuyant la guerre franco-prussienne.
1871 : ouverture du Royal Albert Hall.
1872 : première finale de la Coupe d'Angleterre, plus vieille compétition de football du monde.
1875 : mise en service de la gare ferroviaire de Liverpool Street.
1877 : premier championnat de tennis à Wimbledon dans la banlieue sud-ouest de Londres.
1878 : érection de l'obélisque égyptien Aiguille de Cléopâtre sur le quai Victoria.
1879 : création du club de football de Fulham FC, plus ancien club professionnel de Londres.
1881 : recensement : le comté de Londres compte 3 780 000 habitants, le Grand Londres 4 766 000. Ouverture du Musée d'histoire naturelle.
1882 : Ouverture sur le Strand des Royal Courts of Justice. Fondation du club de football de Tottenham Hotspur.
1883 : ouverture du Royal College of Music.
1884 : Londres est choisi d'être la location du premier méridien, qui passe par l'observatoire royal de Greenwich.
1885 : fondation du club de football de Millwall FC.
1886 : fondation des clubs de football d'Arsenal FC et de Queen's Park Rangers FC.
1888 :
- Jack l'Éventreur assassine cinq femmes à Londres.
- Première édition du journal Financial Times.

1889 : création du Comté de Londres.
1890 : première ligne électrifiée du métro de Londres est ouverte.
1891 : la ville compte 5 570 000 habitants.
1894 : ouverture du Tower Bridge.
1895 : fondation de la London School of Economics.
1896 : première édition du journal le Daily Mail.
1897 :
- Jubilé de Diamant de la reine Victoria.
- ouverture de la National Gallery of British Art (actuelle Tate Britain).

1899 : London Government Act : Londres est divisé en 28 arrondissements (Boroughs). Mise en service de la gare de Marylebone.

### XXesiècle
1900 :
- ouverture au public de la Wallace Collection à Hertford House.
- Fondation du club de football de West Ham United.

1901 :
- recensement : le comté de Londres compte 4 510 000 habitants, le Grand Londres 6 581 000.
- Ouverture de l'Horniman Museum.
- l'Alexandra Palace ouvre au public.

1902 :
- couronnement du roi Edouard VII et de la reine Alexandra à l'abbaye de Westminster.
- Fondation des studios de cinéma d'Ealing, les plus anciens du monde.
- Lénine à Londres.

1903 :
- achèvement de la construction de la Westminster Cathedral.
- Décès à Londres du peintre américain James Abbott McNeill Whistler.
- Le ministre français des affaires étrangères Théophile Delcassé est en visite à Londres : l'Entente Cordiale est en marche.

1904 :
- la pièce « Peter Pan » de l'écrivain britannique J. M. Barrie est représentée à Londres.
- Naissance à Londres du photographe et designer britannique Cecil Beaton. † 1980

1905 :
- l'église St Mary Overie à Southwark devient la cathédrale de Southwark.
- Fondation des clubs de football de Chelsea FC et de Crystal Palace FC.

1906 : naissance à Londres du poète britannique John Betjeman. † 1984
1907 : ouverture de l'Old Bailey, la cour principale d'Angleterre, sur le site de l'ancien prison de Newgate.
1908 : les Jeux olympiques ont lieu à Londres pour la première fois.
1909 :
- inauguration du stade de rugby de Twickenham.
- Le grand magasin Selfridge's ouvre sur Oxford Street.

1910 : achèvement d'Admiralty Arch qui clôt la perspective du Mall.
1911 : couronnement du roi George V et de la reine Mary à l'abbaye de Westminster.
1913 :
- la nouvelle façade orientale du palais de Buckingham, par Aston Webb, est achevée.
- Première édition du Chelsea Flower Show.

1914 : projection du premier long métrage en couleurs Le monde, la chair et le diable est présenté à Londres.
1917 : décès à Londres du peintre britannique John William Waterhouse. Londres est bombardé par les zeppelins allemands, mais les dommages ne sont pas graves.
1920 : inauguration du Cénotaphe et de la tombe anglaise du Soldat inconnu. Ouverture du premier aéroport civil de Londres à Croydon.
1922 : ouverture du London County Hall comme nouveau siège du Comté de Londres.
1923 : le premier stade de Wembley dans la banlieue nord-ouest de Londres est achevé.
1924 : pour la première fois, une photographie est télégraphiée entre Londres et New York. La British Empire Exhibition se déroule à Wembley (et 1925).
1925 : décès à Londres du peintre américain John Singer Sargent.
1926 : premières cabines téléphoniques rouges installées.
1928 : décès à Londres de l'architecte et designer écossais Charles Rennie Mackintosh.
1929 : début d'exploitation de l'aéroport d'Heathrow.
1931 : recensement : le comté de Londres compte 4 397 000 habitants, le Grand Londres 8 204 000.
1932 :
- première émission de radio dans le nouveau BBC Building.
- Ouverture du Courtauld Institute of Art et son musée.

1933 :
- mise en service de la centrale électrique de Battersea.
- trois nouveaux ponts sur la Tamise ouvrent le même jour ; à Chiswick, Twickenham et Hampton Court.

1936 :
- le Crystal Palace est détruit par incendie.
- Ouverture aux vols commerciaux de l'aéroport de Gatwick.
- Ouverture des studios de cinéma de Pinewood.

1937 :
- couronnement du roi George VI et de la reine Elizabeth à l'abbaye de Westminster.
- inauguration du National Maritime Museum à Greenwich.
- Construction de Senate House pour l'Université de Londres.

1938 :
- Arrivée à Londres du psychanalyste Sigmund Freud, fuyant Vienne.
- Etablissement de la Ceinture Verte de Londres (Green Belt).

1940 :
- Appel du 18 Juin du général de Gaulle depuis Londres. Il prend le titre de Chef des Français libres.
- Pendant le Blitzkrieg, Londres bombardé par l'aviation allemande subit de graves dommages, dont au palais de Buckingham.

1941 : Le palais de Westminster subit d'une attaque aérienne allemande grave, détruisant la chambre des Communes.
1944 :
- 13 juin. Première bombe V1 tombe à Bow, dans l'est de Londres.
- 8 septembre. Première bombe V2 tombe à Chiswick, dans l'ouest de Londres.

1946 : l'aéroport de Heathrow ouvert.
1947 : Mariage de Sa Majesté La Reine Elizabeth II (alors Princesse Elizabeth) avec Philip Mountabatten.
1948 : Les Jeux olympiques d'été sont célébrés à Londres du 29 juillet au 14 août.
1950 : la chambre des Communes est rouvert aux députés après la restauration.
1951 :
- Exposition principale du Festival of Britain sur la rive droite de la Tamise à Londres.
- Recensement : le comté de Londres compte 3 348 000 habitants, le Grand Londres 8 346 000.

1952 : Grand smog de Londres.
1953 : Couronnement de Sa Majesté La reine Élisabeth II à l'Abbaye de Westminster.
1954 : le clipper Cutty Sark (1869) amarré à Greenwich pour conservation.
1956 : l'autobus Routemaster commence les services à Londres.
1958 : émeutes raciales à Notting Hill. Ouverture du London Planetarium.
1959 : fermeture de l'aéroport de Croydon le 30 septembre.
1962 : Les Beatles font leur premier enregistrement aux studios d'Abbey Road. Ouverture de la Queen's Gallery.
1965 : création du Grand Londres, avec son propre conseil, remplaçant le comté de Londres, et élargissant considérablement la superficie de la ville.
1966 : première édition du Carnaval de Notting Hill. Le Times magazine utilise le terme Swinging London.
1968 : l'Américain Robert P. McCulloch (en) achète le pont de Londres, et le pont est démoli et réédifié en Amérique.
1970 : première liaison New York-Londres en Boeing 747 (350 voyageurs).
1971 :
- ouverture du premier Hard Rock Café au monde.
- Le navire de guerre HMS Belfast (1939) devient un navire-musée sur la Tamise.

1972 : première marche de la Gay Pride London.
1973 :
- achèvement de l'actuel pont de Londres.
- l'évêque de Londres émigre à Dean's Court dans la Cité de Londres et vend sa résidence historique, le palais de Fulham, à la nation.

1974 : plusieurs attentats de l'IRA.
1978 : espions du gouvernement communiste assassine le journaliste dissident bulgare Guéorgui Markov à Londres.
1979 : l'Armée républicaine irlandaise provisoire assassine le député Airey Neave dans le parking du Parlement de Westminster.
1981 :
- première édition du Marathon de Londres.
- Émeute de Brixton le 11 avril.
- Mariage du prince Charles et de Diana Spencer à la cathédrale Saint-Paul le 29 juillet.

1982 :
- l'IRA commet les attentats de Hyde Park et Regent's Park le 20 juillet (11 morts).
- Inauguration du Barbican Centre.
- Ouverture du barrage Thames Barrier.

1983: attentat de l'IRA contre le grand magasin Harrods le 17 décembre (6 morts).
1984 : première édition de la Fashion Week de Londres.
1985 :
- Concert Live Aid à Wembley.
- Émeute de Brixton du 28 au 30 septembre.

1986 :
- abolition du conseil du Grand Londres.
- Achèvement de l'autoroute M25, périphérique du Grand Londres.
- Inauguration du Lloyd's Building.

1987 :
- un incendie dommage la station de métro de King's Cross St. Pancras le 18 novembre, faisant 31 morts.
- Mise en service de l'aéroport d'affaires de London City Airport.

1989 : le bateau de plaisir Marchioness entre en collision avec la drague Bowbelle sur la Tamise près du Cannon Street Railway Bridge, faisant 51 morts.
1991-1996: plusieurs attentats de l'IRA, notamment contre le 10 Downing Street ou contre le quartier financier de la City, causant plusieurs morts et des milliards de livres sterling de dégâts.
1994 : début des liaisons régulières Eurostar avec Paris le 14 novembre.
1995 : inauguration du temple hindou Neasden Temple, le premier et le plus grand d'Europe.
1997 :
- inauguration du nouvel édifice de la British Library.
- ouverture de l'Aquarium de Londres dans l'ancien County Hall.
- inauguration du Shakespeare Globe Theatre reconstitué à l'identique.
- Funérailles de la princesse Diana à Westminster Abbey.

1998 : le « oui » l'emporte lors du référendum portant sur la création de l'Autorité du Grand Londres, le 7 mai.
1999 : le 31 décembre, ouverture du Millenium Dome sur la péninsule de Greenwich.

### XXIesiècle
2000 :
- Ken Livingstone est élu premier maire de Londres le 4 mai.
- Ouverture de la Tate Modern dans l'ancienne centrale de Bankside.
- Inauguration de la grande roue du London Eye.
- Mise en service du Tramlink, tramway dans le district de Croydon.
- Ouverture du parc des expositions Excel London au Royal Victoria Dock.

2002 :
- Jubilé d'Or de la reine Elisabeth II.
- Ouverture du nouveau City Hall à Southwark.

2003 :
- mise en place du péage urbain (London congestion charge) pour la circulation des véhicules dans le centre-ville.
- plus de 2 millions de Londoniens manifestent dans les rues contre la guerre en Irak.
- Ouverture du temple Sikh de Southall, le plus grand de Londres.

2004 :
- Le Plan londonien est publié le 10 février.
- Ken Livingstone est réélu maire de Londres le 4 mai.
- La Bourse de Londres émigre de Threadneedle Street à Paternoster Square.
- Le Gherkin est inauguré dans la City.

2005 : attentats terroristes dans les transports en commun le 7 juillet.
2006 : inauguration de l'Arsenal Stadium.
2007 : inauguration du nouveau stade de Wembley.
2008 :
- Boris Johnson est élu maire de Londres le 4 mai.
- Le Willis Building est inauguré.

2009 : Sommet du G20 le 2 avril.
2010 : mise en service du système de vélos en libre-service.
2011 :
- Mariage du prince William et de Catherine Middleton à l'abbaye de Westminster le 29 avril.
- Émeutes dans plusieurs quartiers londoniens du 6 au 11 août.
- La Heron Tower est inaugurée.

2012 :
- Boris Johnson est réélu maire de Londres le 4 mai.
- Le gratte ciel The Shard est inauguré le 5 juillet.
- Le téléphérique Emirates Air Lines ouvre ses portes entre les Royal Docks et Greenwich.
- achèvement du Parc olympique et du Stade olympique dans le quartier de Stratford.
- Jeux olympiques d'été du 27 juillet au 12 août.
- Jeux paralympiques d'été du 29 août au 9 septembre.
- 2015 : la population atteint un niveau record de 8 600 000 habitants.

2016 :
- Sadiq Khan est élu maire de Londres le 6 mai.
- Déraillement d'un tram à Croydon le 9 novembre.

2017 :
- attentat terroriste à Westminster le 22 mars.
- attentats terroristes sur le pont de Londres le 3 juin.
- la tour Grenfell est détruite par incendie le 14 juin, faisant au moins 80 victimes.

2019 : inauguration du nouveau stade de Tottenham Hotspur.
2020 : pandémie de COVID-19.
2021 : Décès du Prince Consort et Duc d'Édinbourg Philip Mountbatten.
2022 : 
- Jubilé de platine de la Reine Elizabeth II.
- Décès de Sa Majesté La Reine Élisabeth II le 8 septembre.

2023 : Couronnement de Charles III le 6 mai.